# Аминов, Халил Аминович
Халил Аминович Аминов (1 апреля 1994, Хасавюрт, Дагестан, Россия) — российский борец вольного стиля, призёр Кубка мира в составе сборной России. Мастер спорта России международного класса.

## Карьера
Воспитанник хасавюртовского УОР. В июне 2015 года в Хасавюрте стал обладателем Межконтинентального Кубка. В июне 2016 года в Лос-Анджелесе в составе сборной России стал серебряным призёром Кубка мира. В мае 2017 года в финале чемпионата СКФО уступил Гаджи Набиеву. В ноябре 2018 года во второй раз стал победителем Межконтинентального Кубка в Хасавюрте. В декабре 2018 года на турнире «Аланы» во Владикавказе в борьбе за бронзовую медаль победил Магомеда Рамазанова. В январе 2019 года в Красноярске стал серебряным призёром турнира на призы Академии Дмитрия Миндиашвили. В мае 2019 в итальянском городе Сассари, одолев в финале американца Дилана Робертса, стал победителем мемориала Маттео Пелликоне.  В июле 2019 года в Орехово-Зуево составе сборной Дагестана стал обладателем Кубка России. В декабре 2019 года одержал победу на III Международный турнир «Аланы», который прошёл во Владикавказе, в финале одолел Кахабера Хубежты. В конце января 2021 года стал серебряным призёром чемпионата Дагестана, уступив в финале Гаджи Набиеву.

## Спортивные результаты
- Межконтинентальный кубок 2015 — ;
- Кубок мира по борьбе 2016 (команда) — ;
- Межконтинентальный кубок 2018 — ;

## Личная жизнь
Выпускник юридического факультета Дагестанского государственного университета. Также окончил факультет физкультуры и спорта Дагестанского государственного педагогического университета.